# Palythoa singaporensis
Palythoa singaporensis är en korallart som beskrevs av Ferdinand Albin Pax och Müller 1956. Palythoa singaporensis ingår i släktet Palythoa och familjen Zoanthidae. Inga underarter finns listade i Catalogue of Life.